# Lullehovsbron
Lullehovsbron är en bro mellan Färingsö och Lindö, Ekerö kommun. Bron spänner över det drygt 200 meter breda Lullehovssundet. Bron och sundet har sitt namn efter bebyggelsen ”Lullehov” som ligger vid  östra brofästet. Över bron går Färentunavägen.

## Historik
Den första bron över Lullehovssundet anlades omkring 1830 och var en flottbro. Den låg strax väster om nuvarande bro och den gamla vägbanken samt en milstolpe med text "1 MIL" vittnar fortfarande om färdvägen som gick förbi här (se Ekerövägen). Det rör sig om milstenar från 1850- eller 1860-talet, uppsatta på initiativ av dåvarande landshövdingen Gustaf Fredrik Liljencrantz, vars initialer finns på stenarna.
Mälaröarnas broar och vägar var avsedda för hästfordon. Tyngre trafik än så hade man inte räknat med och när vägarna började trafikeras av tunga motorfordon strax före första världskriget var man tvungen att förbjuda all biltrafik längre ut än till Drottningholm. Särskilt utsatt var Nockebybron.
Efter knappt 100 år började bygget av en ny bro. Arbetet blev dock besvärligt och drog ut på tiden. Den nya bron blev inte invigd förrän den 5 juni 1929. Nuvarande bro började byggas i slutet av 1970-talet och blev klar 1980. Den anlades parallellt och ost om den gamla bron. Det är en stålbalksbro som vilar på nio bropelare av betong. Den segelfria höjden är 1,6 meter.

## Bilder

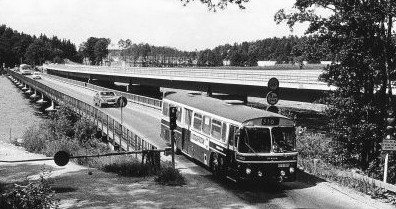
Gamla och nya Lullehovsbron sida vid sida
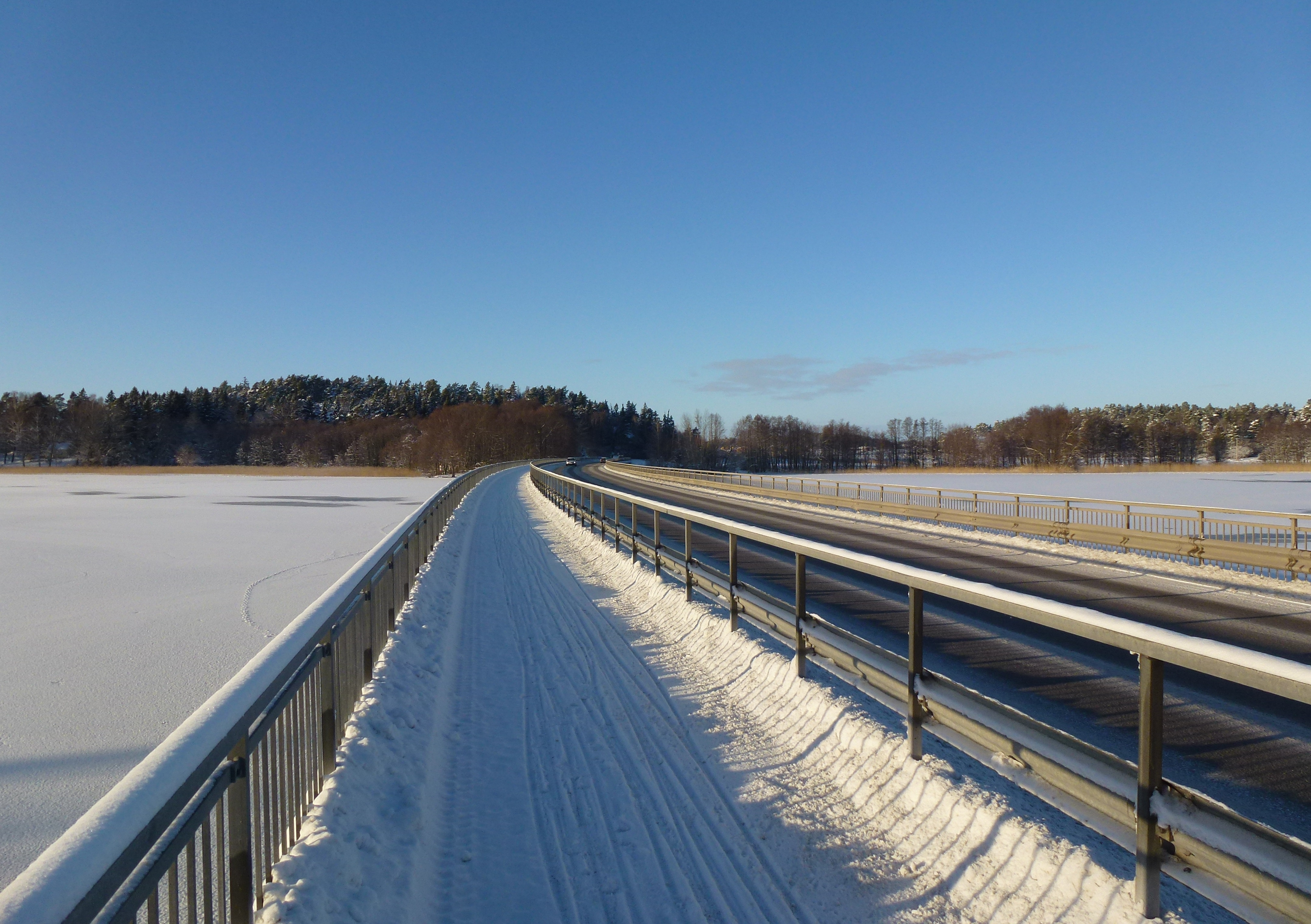
Lullehovsbron, vy mot Färingsö
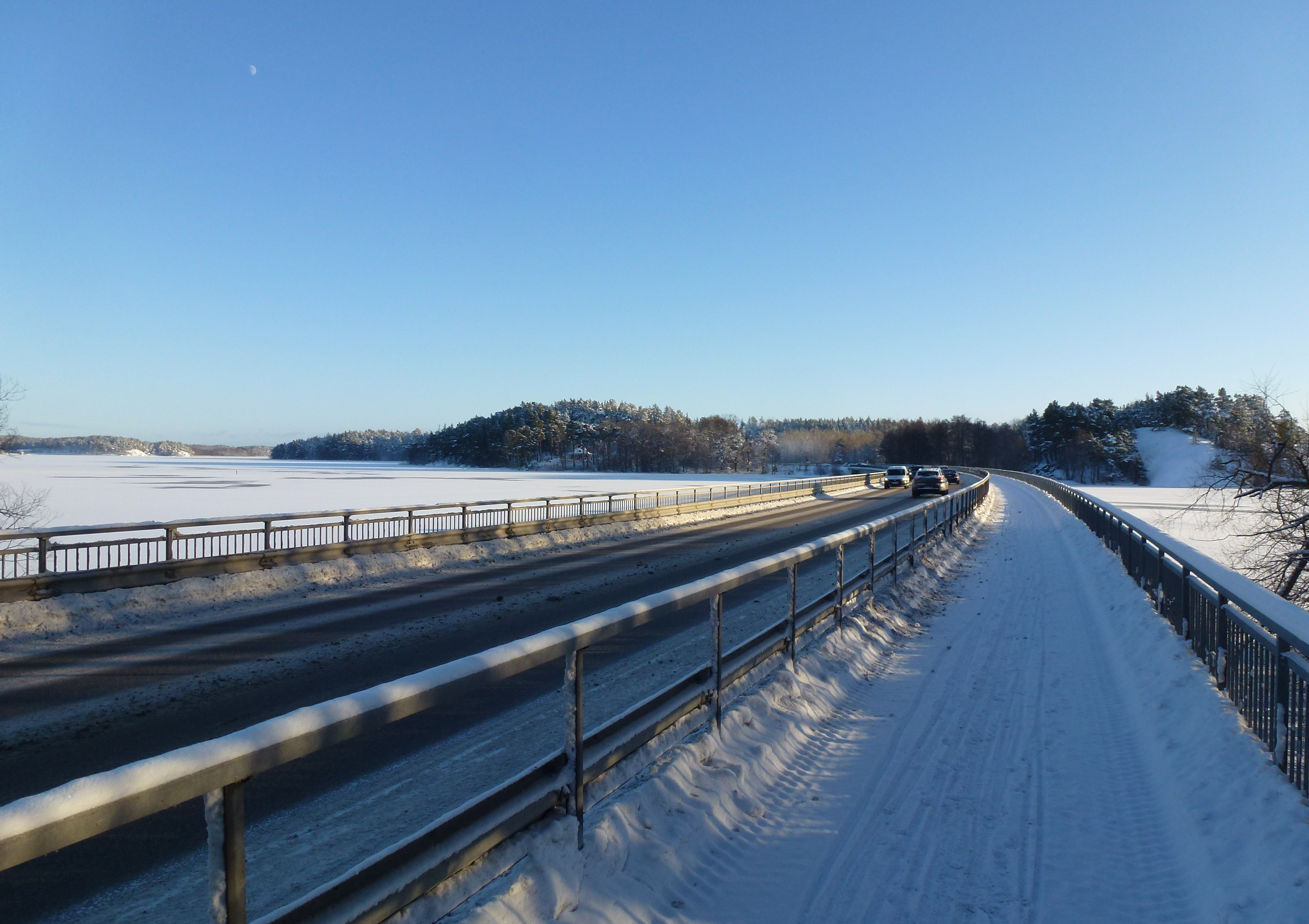
Lullehovsbron, vy mot Lindö
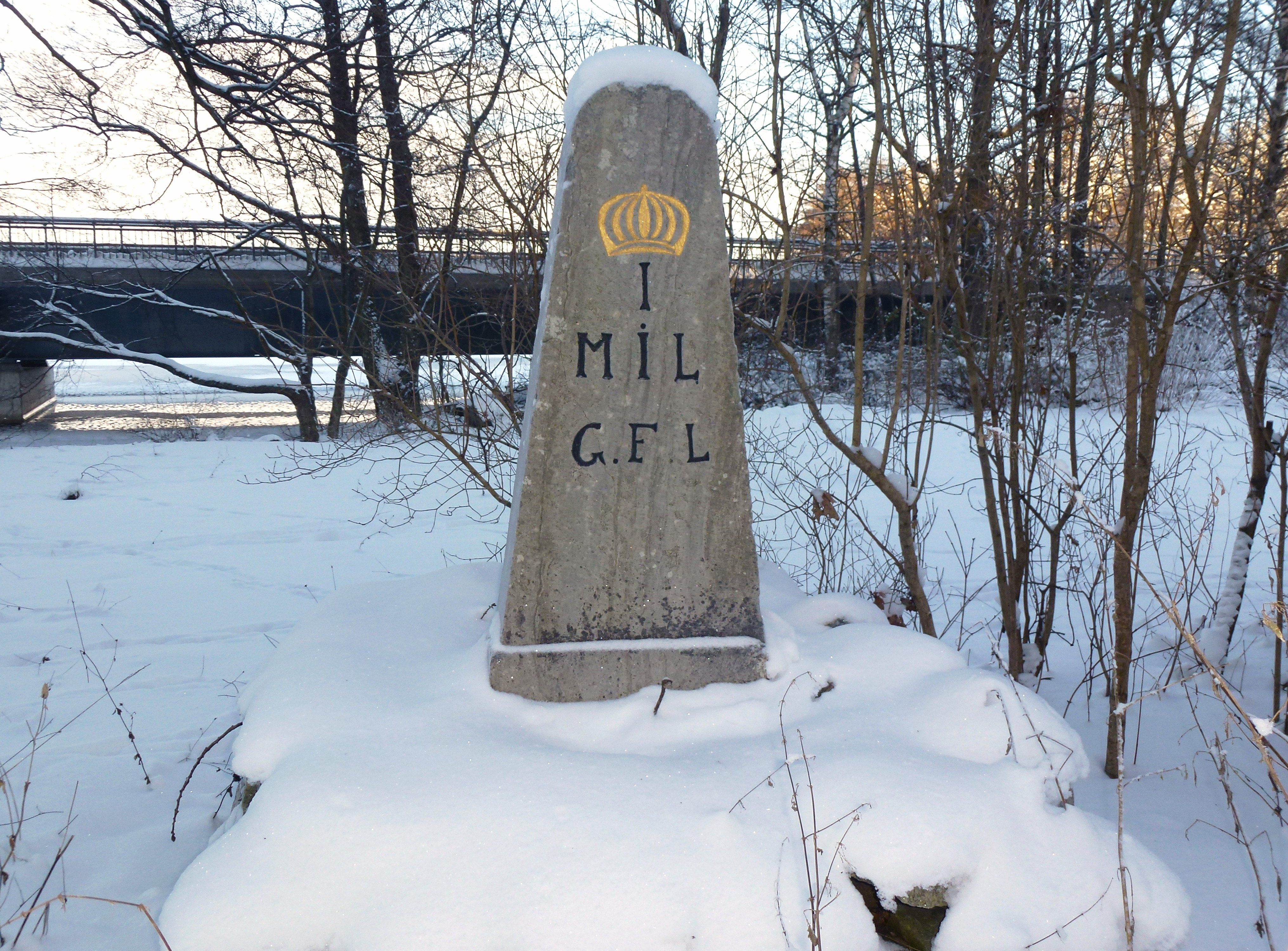
Milsten vid Färentunavägen intill Lullehovsbron